# North East Hampshire (circonscription du Parlement britannique)
Circonscription parlementaire de la Chambre des communes
La circonscription de North East Hampshire est une circonscription située dans le Hampshire, et représentée à la Chambre des communes du Parlement britannique depuis 2024 par Alex Brewer des Libéraux-démocrates.

## Members of Parliament
| Élection | Élection | Membre            | Membre | Parti               |
| -------- | -------- | ----------------- | ------ | ------------------- |
|          | 1997     | James Arbuthnot   |        | Conservateur        |
|          | 2015     | Ranil Jayawardena |        | Conservateur        |
|          | 2024     | Alex Brewer       |        | Libéraux-démocrates |

## Élections

### Élections dans les années 2010
-->
| Parti         | Parti                | Candidat             | Voix   | %    | ±    |
| ------------- | -------------------- | -------------------- | ------ | ---- | ---- |
|               | Conservateur         | Ranil Jayawardena    | 35,280 | 59,5 | 6.0  |
|               | Libéral Démocrate    | Graham Cockarill     | 15,069 | 25,4 | 13.3 |
|               | Travailliste         | Barry Jones          | 5,760  | 9,7  | 7.6  |
|               | Green                | Culann Walsh         | 1,754  | 3,0  | 0.4  |
|               | Indépendant          | Tony Durrant         | 831    | 1,4  | 1.4  |
|               | Monster Raving Loony | Howling Laud Hope    | 576    | 1,0  | 1.0  |
| Majorité      | Majorité             | Majorité             | 20,211 | 34,1 | 14.1 |
| Participation | Participation        | Participation        | 59,270 | 75,1 | 2.2  |
|               | Conservateur retenir | Conservateur retenir | Swing  | 9.6  |      |

 -->
| Parti         | Parti                | Candidat             | Voix   | %    | ±   |
| ------------- | -------------------- | -------------------- | ------ | ---- | --- |
|               | Conservateur         | Ranil Jayawardena    | 37,754 | 65,5 | 0.4 |
|               | Travailliste         | Barry Jones          | 9,982  | 17,3 | 7.5 |
|               | Libéral Démocrate    | Graham Cockarill     | 6,987  | 12,1 | 1.6 |
|               | Green                | Chas Spradbery       | 1,476  | 2,6  | 1.8 |
|               | UKIP                 | Mike Gascoigne       | 1,061  | 1,8  | 6.9 |
|               | Indépendant          | Robert Blay          | 367    | 0,6  | 0.6 |
| Majorité      | Majorité             | Majorité             | 27,772 | 48,2 | 7.2 |
| Participation | Participation        | Participation        | 57,627 | 76,3 | 3.4 |
|               | Conservateur retenir | Conservateur retenir | Swing  | 3.95 |     |

| Parti         | Parti                | Candidat             | Voix   | %     | ±             |
| ------------- | -------------------- | -------------------- | ------ | ----- | ------------- |
|               | Conservateur         | Ranil Jayawardena    | 35,573 | 65,9  | 5.3           |
|               | Libéral Démocrate    | Graham Cockarill     | 5,657  | 10,5  | 15.0          |
|               | Travailliste         | Amran Hussain        | 5,290  | 9,8   | en stagnation |
|               | UKIP                 | Robert Blay1         | 4,732  | 8,8   | 4.6           |
|               | Green                | Andrew Johnston      | 2,364  | 4,4   | 4.4           |
|               | Monster Raving Loony | Mad Max Bobetsky     | 384    | 0,7   | 0.7           |
| Majorité      | Majorité             | Majorité             | 29,916 | 55,4  | 20.3          |
| Participation | Participation        | Participation        | 54,000 | 72,9  | 0.4           |
|               | Conservateur retenir | Conservateur retenir | Swing  | 10.15 |               |

1: Après la clôture des nominations, Blay a été suspendu de l'UKIP après avoir menacé de tirer sur son adversaire conservateur,. Son nom figurait toujours sur les bulletins de vote car il était trop tard pour le retirer.
| Parti         | Parti                | Candidat             | Voix   | %    | ±   |
| ------------- | -------------------- | -------------------- | ------ | ---- | --- |
|               | Conservateur         | James Arbuthnot      | 32,075 | 60,6 | 7.5 |
|               | Libéral Démocrate    | Denzil Coulson       | 13,478 | 25,5 | 1.6 |
|               | Travailliste         | Barry Jones          | 5,173  | 9,8  | 6.8 |
|               | UKIP                 | Ruth Duffin          | 2,213  | 4,2  | 0.9 |
| Majorité      | Majorité             | Majorité             | 18,597 | 35,1 | 8.6 |
| Participation | Participation        | Participation        | 52,939 | 73,3 | 8.5 |
|               | Conservateur retenir | Conservateur retenir | Swing  | 4.55 |     |

### Élections dans les années 2000
| Parti         | Parti                | Candidat             | Voix   | %    | ±   |
| ------------- | -------------------- | -------------------- | ------ | ---- | --- |
|               | Conservateur         | James Arbuthnot      | 25,407 | 53,7 | 0.5 |
|               | Libéral Démocrate    | Adam Carew           | 12,858 | 27,2 | 4.2 |
|               | Travailliste         | Kevin McGrath        | 7,630  | 16,1 | 3.8 |
|               | UKIP                 | Paul Birch           | 1,392  | 2,9  | 1.0 |
| Majorité      | Majorité             | Majorité             | 12,549 | 26,5 | 3.7 |
| Participation | Participation        | Participation        | 47,287 | 64,8 | 3.2 |
|               | Conservateur retenir | Conservateur retenir | Swing  | 1.8  |     |

| Parti         | Parti                | Candidat             | Voix   | %    | ±    |
| ------------- | -------------------- | -------------------- | ------ | ---- | ---- |
|               | Conservateur         | James Arbuthnot      | 23,379 | 53,2 | 2.3  |
|               | Libéral Démocrate    | Michael Plummer      | 10,122 | 23,0 | 0.3  |
|               | Travailliste         | Barry Jones          | 8,744  | 19,9 | 3.8  |
|               | UKIP                 | Graham Mellstrom     | 1,702  | 3,9  | 3.0  |
| Majorité      | Majorité             | Majorité             | 13,257 | 30,2 | 2.0  |
| Participation | Participation        | Participation        | 43,947 | 61,6 | 12.0 |
|               | Conservateur retenir | Conservateur retenir | Swing  | 1.0  |      |

### Élections dans les années 1990
| Parti         | Parti                                  | Candidat          | Voix   | %    | ±   |
| ------------- | -------------------------------------- | ----------------- | ------ | ---- | --- |
|               | Conservateur                           | James Arbuthnot   | 26,017 | 50,9 | N/A |
|               | Libéral Démocrate                      | Ian Mann          | 11,619 | 22,7 | N/A |
|               | Travailliste                           | Peter Dare        | 8,203  | 16,0 | N/A |
|               | Référendum                             | Winston Rees      | 2,420  | 4,7  | N/A |
|               | Indépendant                            | Keki Jessavala    | 2,400  | 4,7  | N/A |
|               | UKIP                                   | Christopher Berry | 452    | 0,9  | N/A |
| Majorité      | Majorité                               | Majorité          | 14,398 | 28,2 | N/A |
| Participation | Participation                          | Participation     | 51,111 | 73,6 | N/A |
|               | Conservateur vainqueur (nouveau siège) |                   |        |      |     |

## Sources
- Résultats élections, 2005 (BBC)
- Résultats élections, 1997 - 2001 (BBC)
- Résultats élections, 1997 - 2001 (Election Demon)
- Résultats élections, 1997 - 2005 (Guardian)